# Ezio Cecchi
Pour les articles homonymes, voir Cecchi.
Ezio Cecchi (né le 11 mai 1913 à Larciano, dans la province de Pistoia en Toscane et mort le 19 août 1984 à Monsummano Terme) est un coureur cycliste italien, dont la carrière, perturbée par la Seconde Guerre mondiale, se déroule du milieu des années 1930 au début des années 1950.

## Biographie
Professionnel de 1934 à 1951 dans diverses équipes, Ezio Cecchi ne compte aucune victoire à son palmarès.
En 1948, il termine deuxième du Giro à seulement 11 secondes du vainqueur Fiorenzo Magni, plus petit écart jamais enregistré à l'arrivée de cette course.

## Palmarès
- 1934
  - 3e de la Coppa Franchi
  - 3e de la Coppa Cremonini
- 1935
  - 8e du Tour d'Italie
- 1938
  - 2e du Tour du Latium
  - 2e du Tour d'Italie
- 1940
  - 6e du Tour d'Italie
- 1946
  - 2e de la Coppa Placci
  - 2e de la Coppa Pietro Linari
  - 7e du Tour d'Italie
- 1947
  - 2e de Milan-San Remo
  - 4e du Tour d'Italie
- 1948
  - 2e du Tour d'Italie
  - 3e du Tour de Catalogne
- 1949
  - 2e du Tour du Latium

## Résultats sur les grands tours

### Tour d'Italie
- 1935 : 8e
- 1936 : 15e
- 1937 : 20e
- 1938 : 2e
- 1939 : 32e
- 1940 : 6e
- 1946 : 7e
- 1947 : 4e
- 1948 : 2e,  maillot rose pendant 2 jours
- 1949 : 34e
- 1950 : 17e